# Curios rujIcollis
Curios rujIcollis là một loài bọ cánh cứng trong họ Đom đóm (Lampyridae). Loài này được Jeng & Chang miêu tả khoa học năm 1998.